# Dasyvalgus quadripustulatus
Dasyvalgus quadripustulatus är en skalbaggsart som beskrevs av Moser 1908. Dasyvalgus quadripustulatus ingår i släktet Dasyvalgus och familjen Cetoniidae. Inga underarter finns listade i Catalogue of Life.